# Művelési ág alól történő kivonás
A művelési ág alól történő kivonás a termőföld művelési ágának megváltoztatását jelenti. A termőföld lehet művelési ágak szerint régi kifejezéssel zártkert; mai kifejezésekkel lehet művelési ágak alapján: szőlőültetvény, gyümölcsös, rét, legelő, kert, szántóföld, erdő. Az a művelés alól kivont terület, amelyre az ingatlan nyilvántartásban az Országos Erdőállomány Adattár adatai alapján erdőként nyilvántartott jogi jelleg van feljegyezve, az erdőgazdasági hasznosítású földnek minősül.
A zártkerti művelés alól történő kivétel eredményeképpen az ingatlan lehet:
- zártkerti művelés alól kivett terület, ha az ingatlanon nem található épület, illetve
- zártkerti művelés alól kivett terület és mellette feltüntetve a fennálló épület fő rendeltetésének jellege, ha van épület az ingatlanon.

Az ingatlan művelési ágának átvezetése zártkerti művelés alól kivett területté nem minősül a termőföld más célú hasznosításának. Amennyiben a tulajdonos az ingatlanán a növényzet gondozását nem végzi el, úgy földvédelmi bírsággal sújtható.

## Vonatkozó jogi szabályozás
A földterületek nyilvántartásával, földminősítéséről, helyrajzi számozásáról, illetve az ingatlan nyilvántartásról az alábbi törvények, kormányrendeletek, földművelésügyi rendeletek vonatkoznak:
- 2007. évi CXXIX. törvény a termőföld védelméről,
- 1997. évi CXLI. törvény az ingatlan-nyilvántartásról,
- 2013. évi CXXII. törvény a mező- és erdőgazdasági földek forgalmáról,[2]
- 2004. évi CXL. törvény az illetékekről,
- 1996. évi LXXXV. törvény a hiteles tulajdonilap-másolat igazgatási szolgáltatási díjáról,
- 384/2016. (XII. 2.) Korm. rendelet az egyes földügyi eljárások részletes szabályairól,
- az ingatlan-nyilvántartásról szóló 1997. évi CXLI. törvény végrehajtására kiadott 109/1999. (XII.29.) FVM rendelet,
- az ingatlan-nyilvántartási célú földmérési és térképészeti tevékenység részletes szabályairól szóló 25/2013. (IV. 16.) VM rendelet,
- az önálló ingatlanok helyrajziszámozásáról és az alrészletek megjelöléséről szóló 44/2006. (VI.13.) FVM rendelet,
- a földminősítés részletes szabályairól szóló 105/1999. (XII. 22.) FVM rendelet.[1]